# Добрин Данев
Добрин Ненов Данев е български политик и икономист. Народен представител от парламентарната група на Коалиция за България в XLI и XLII народно събрание. Бивш заместник областен управител на Русе. Владее френски и руски език.

## Биография
Добрин Данев е роден на 8 декември 1962 година в село Иваново, Русенско.
През юни 2012 година става народен представител в XLI НС от парламентарната група на Коалиция за България, на мястото на Меглена Плугчиева, която е назначена за български посланик в Швейцария. Преди това Добрин Данев е заместник областен управител на Русе.
На парламентарните избори през 2013 година е избран за народен представител в XLII НС от листата на Коалиция за България в 19-и МИР Русе.